# گریز (فیلم ۲۰۱۲)
گریز (به نروژی: Flukt) یک فیلم دلهره‌آور محصول سال ۲۰۱۲ به کارگردانی رور اوثاگ است. ایزابل کریستین آندریسن و میلا اولین در نقش دخترانی در نروژ قرن چهاردهمی که باید از راهزنان به رهبری اینگری بولسه بردال فرار کنند، بازی می‌کنند. این فیلم برای اولین بار در جشنواره فیلم اسلش به نمایش درآمد و در سپتامبر ۲۰۱۲ در نروژ اکران شد.

## داستان
تقریباً حدود ده سال است که از بیماری طاعون، که در یک دهکده، باعث تلفات زیادی شد، می‌گذرد. اکنون یک خانواده‌ای فقیر که توانسته‌اند زنده بمانند، تصمیم می‌گیرند که از آنجا بروند. اما…